# Lijst van afleveringen van Thomas de stoomlocomotief
Dit is een overzicht van afleveringen van de animatieserie Thomas de stoomlocomotief. Thomas de stoomlocomotief, in het Verenigd Koninkrijk bekend als Thomas & Friends of Thomas the Tank Engine, is een Britse televisieprogramma van Britt Allcroft voor peuters. De animatieserie is gebaseerd op de boeken The Railway Series van de Britse predikant Wilbert Vere Awdry en diens zoon Christopher Awdry.

## Seizoenen
| Seizoen | Uitzenddatum                         | Uitzenddatum                        | Aantal |
| ------- | ------------------------------------ | ----------------------------------- | ------ |
| 1       | 9 oktober 1984 - 8 januari 1985      | 11 mei 1998 - 31 augustus 1998      | 26     |
| 2       | 24 september 1986 - 17 december 1986 | 11 mei 1998 - 31 augustus 1998      | 26     |
| 3       | 25 september 1991 - 14 juli 1992     | 11 mei 1998 - 31 augustus 1998      | 26     |
| 4       | 16 oktober 1995 - 20 november 1995   | 11 mei 1998 - 31 augustus 1998      | 26     |
| 5       | 14 september 1998 - 19 oktober 1998  | 17 oktober 1998 - 10 januari 1999   | 26     |
| 6       | 16 september 2002 - 21 oktober 2002  | 1 september 2009                    | 26     |
| 7       | 6 oktober 2003 - 10 november 2003    | 14 september 2009                   | 26     |
| 8       | 1 augustus 2004 - 24 oktober 2004    | 2006                                | 26     |
| 9       | 5 september 2005 - 25 november 2005  | 7 mei 2007 - 11 juni 2007           | 26     |
| 10      | 4 september 2006 - 17 september 2006 | 2008                                | 28     |
| 11      | 3 september 2007 - 15 januari 2008   | 2009                                | 26     |
| 12      | 1 september 2008 - 26 september 2008 |                                     | 20     |
| 13      | 25 oktober 2009 - 19 november 2009   | 3 oktober 2011- 28 oktober 2011     | 20     |
| 14      | 11 oktober 2010 - 8 november 2010    | 2013                                | 20     |
| 15      | 1 Maart 2011 - 28 maart 2011         |                                     | 20     |
| 16      | 20 februari 2012 - 25 december 2012  | 2015                                | 20     |
| 17      | 3 juni 2013 - 21 november 2014       | 20 mei 2014                         | 26     |
| 18      | 25 augustus 2014 - 31 juli 2015      | 11 mei 2015 - 15 juni 2015          | 26     |
| 19      | 21 september 2015 - 10 maart 2017    | 22 september 2016 - 27 oktober 2016 | 26     |
| 20      | 5 september 2016 - 20 december 2017  | 2017                                | 28     |
| 21      | 18 september 2017 - 22 december 2017 |                                     | 18     |
| 22      | 3 september 2018 - 15 mei 2019       | 5 november 2018 - 11 december 2018  | 26     |
| 23      | 2 september 2019- 15 mei 2020        | 18 november 2019 - 30 december 2019 | 20     |
| 24      | 2 mei 2020- september 2020           | 2020                                | 20     |

## Seizoen 1 (1984)
| Aflevering (seizoen) | Aflevering (serie) | Nederlandse titel              | Originele titel                |
| -------------------- | ------------------ | ------------------------------ | ------------------------------ |
| 1                    | 1                  | Thomas en Gordon               | Thomas And Gordon              |
| 2                    | 2                  | Edward en Gordon               | Edward And Gordon              |
| 3                    | 3                  | Het droevige verhaal van Henry | The Sad Story Of Henry         |
| 4                    | 4                  | Edward, Gordon en Henry        | Edward, Gordon And Henry       |
| 5                    | 5                  | De trein van Thomas            | Thomas' Train                  |
| 6                    | 6                  | Thomas en de goederenwagons    | Thomas And The Trucks          |
| 7                    | 7                  | Thomas en de takelwagen        | Thomas And The Breakdown Train |
| 8                    | 8                  | James en de personenwagons     | James And The Coaches          |
| 9                    | 9                  | Lastige goederenwagons         | Troublesome Trucks             |
| 10                   | 10                 | James en de sneltrein          | James And The Express          |
| 11                   | 11                 | Thomas en de conducteur        | Thomas And The Guard           |
| 12                   | 12                 | Thomas gaat vissen             | Thomas Goes Fishing            |
| 13                   | 13                 | Thomas, Terence en de sneeuw   | Thomas, Terence And The Snow   |
| 14                   | 14                 | Thomas en Bertie               | Thomas And Bertie              |
| 15                   | 15                 | Kolenwagens en draaischijven   | Tenders And Turntables         |
| 16                   | 16                 | Rumoer in de remise            | Trouble In The Shed            |
| 17                   | 17                 | Percy loopt weg                | Percy Runs Away                |
| 18                   | 18                 | Kolen                          | Coal                           |
| 19                   | 19                 | De vliegende vis               | The Flying Kipper              |
| 20                   | 20                 | Fluiten en niezen              | Whistles And Sneezes           |
| 21                   | 21                 | Toby en de dikke meneer        | Toby And The Stout Gentleman   |
| 22                   | 22                 | Thomas in de problemen         | Thomas In Trouble              |
| 23                   | 23                 | Een smerig geval               | Dirty Objects                  |
| 24                   | 24                 | Van de rails af                | Off the Rails                  |
| 25                   | 25                 | De mijn in                     | Down The Mine                  |
| 26                   | 26                 | Het kerstfeest van Thomas      | Thomas' Christmas Party        |

## Seizoen 2 (1986)
| Aflevering (seizoen) | Aflevering (serie) | Nederlandse titel               | Originele titel                           |
| -------------------- | ------------------ | ------------------------------- | ----------------------------------------- |
| 1                    | 27                 | Thomas, Percy en de kolen       | Thomas, Percy And the Coal Double Trouble |
| 2                    | 28                 | Koeien                          | Cows                                      |
| 3                    | 29                 | Bertie's achtervolging          | Bertie's Chase                            |
| 4                    | 30                 | Gered van de schroothoop        | Saved From Scrap                          |
| 5                    | 31                 | Oud roest                       | Old Iron                                  |
| 6                    | 32                 | Thomas en Trevor                | Thomas and Trevor                         |
| 7                    | 33                 | Percy en het sein               | Percy And The Signal                      |
| 8                    | 34                 | Duck valt aan                   | Duck Takes Charge                         |
| 9                    | 35                 | Percy en Harold                 | Percy and Harold                          |
| 10                   | 36                 | Op hol geslagen                 | The Runaway                               |
| 11                   | 37                 | Percy plonst erin               | Percy Takes The Plunge                    |
| 12                   | 38                 | De diesel ploft                 | Pop Goes The Diesel                       |
| 13                   | 39                 | Een vuil zaakje                 | Dirty Work                                |
| 14                   | 40                 | Op een haartje na               | A Close Shave                             |
| 15                   | 41                 | Beter laat dan nooit            | Better Late Than Never                    |
| 16                   | 42                 | De remwagen                     | Break Van                                 |
| 17                   | 43                 | De afgevaardigde                | The Deputation                            |
| 18                   | 44                 | Thomas gaat ontbijten           | Thomas Comes To Breakfast                 |
| 19                   | 45                 | Daisy                           | Daisy                                     |
| 20                   | 46                 | Percy's problemen               | Percy's Predicament                       |
| 21                   | 47                 | De viesel                       | The Diseasel                              |
| 22                   | 48                 | De verkeerde weg                | Wrong Road                                |
| 23                   | 49                 | Edward is een held              | Edward's Exploit                          |
| 24                   | 50                 | De spooktrein                   | Ghost Train                               |
| 25                   | 51                 | Pluizige beer                   | Woolly Bear                               |
| 26                   | 52                 | Thomas en de vermiste kerstboom | Thomas And The Missing Christmas Tree     |

## Seizoen 3 (1991 - 1992)
| Aflevering (seizoen) | Aflevering (serie) | Nederlandse titel                     | Originele titel                                 |
| -------------------- | ------------------ | ------------------------------------- | ----------------------------------------------- |
| 1                    | 53                 | Een das voor Percy                    | A Scarf For Percy                               |
| 2                    | 54                 | Percy's belofte                       | Percy's Promise                                 |
| 3                    | 55                 | Moeilijkheden                         | Time For Trouble                                |
| 4                    | 56                 | Gordon en het beroemde bezoek         | Gordon And The Famous Visitor                   |
| 5                    | 57                 | Donald's Duck                         | Donald's Duck                                   |
| 6                    | 58                 | Thomas ontspoort                      | Thomas Gets Bumped                              |
| 7                    | 59                 | Thomas, Percy en de draak             | Thomas, Percy And The Dragon                    |
| 8                    | 60                 | Diesel doet het weer                  | Diesel Does It Again                            |
| 9                    | 61                 | Het bos van Henry                     | Henry's Forest                                  |
| 10                   | 62                 | Die lastige modder                    | The Trouble With Mud                            |
| 11                   | 63                 | James is niet grappig                 | No Joke For James                               |
| 12                   | 64                 | Thomas, Percy en de posttrein         | Thomas, Percy And The Mail Post Train           |
| 13                   | 65                 | Vertrouw maar op Thomas               | Trust Thomas                                    |
| 14                   | 66                 | Mavis                                 | Mavis                                           |
| 15                   | 67                 | Toby de koorddanser                   | Toby's Tightrope                                |
| 16                   | 68                 | Edward, Trevor en het nuttige feestje | Edward, Trevor And The Really Useful Party      |
| 17                   | 69                 | Gezoem                                | Buzz, Buzz                                      |
| 18                   | 70                 | De zee                                | All at Sea                                      |
| 19                   | 71                 | Alles komt goed                       | One Good Turn                                   |
| 20                   | 72                 | Kolenwagens                           | The Tender Engines                              |
| 21                   | 73                 | Ontsnapt                              | Escape                                          |
| 22                   | 74                 | Oliver in de val                      | Oliver Owns Up                                  |
| 23                   | 75                 | Dikkie                                | Bulgy                                           |
| 24                   | 76                 | Helden                                | Heroes                                          |
| 25                   | 77                 | Percy en James in de soep             | Percy, James and The Fruitful Day               |
| 26                   | 78                 | Het kerstverhaal van Thomas en Percy  | Thomas And Percy's Christmas Mountain Adventure |

## Seizoen 4 (1994 - 1995)
| Aflevering (seizoen) | Aflevering (serie) | Nederlandse titel                  | Originele titel                    |
| -------------------- | ------------------ | ---------------------------------- | ---------------------------------- |
| 1                    | 79                 | Prins Puff                         | Granpuff                           |
| 2                    | 80                 | De schone slaper                   | Sleeping Beauty                    |
| 3                    | 81                 | Bulldog                            | Bulldog                            |
| 4                    | 82                 | Je wint nooit                      | You Can't Win                      |
| 5                    | 83                 | Vier kleine locomotiefjes          | Four Little Engines                |
| 6                    | 84                 | Een slechte dag voor meneer Handel | A Bad Day for Sir Handel           |
| 7                    | 85                 | Peter Sam en de koffiejuffrouw     | Peter Sam and The Refreshment Lady |
| 8                    | 86                 | Goederenwagons                     | Trucks                             |
| 9                    | 87                 | Eindelijk thuis                    | Home At Last                       |
| 10                   | 88                 | Rock 'n Roll                       | Rock 'n' Roll                      |
| 11                   | 89                 | Speciale schoorsteen               | Special Funnel                     |
| 12                   | 90                 | Stoomwals                          | Steam Roller                       |
| 13                   | 91                 | Reizigers en verf                  | Passengers and Polish              |
| 14                   | 92                 | Een keurige locomotief             | Gallant Old Engine                 |
| 15                   | 93                 | Rusty de redder                    | Rusty to the Rescue                |
| 16                   | 94                 | Thomas en Stepney                  | Thomas and Stepney                 |
| 17                   | 95                 | Trein vangt bal                    | Train Stops Play                   |
| 18                   | 96                 | Hoedje wip                         | Bowled Out                         |
| 19                   | 97                 | Henry en de olifant                | Henry & The Elephant               |
| 20                   | 98                 | Paddie helpt                       | Toad Stands By                     |
| 21                   | 99                 | Stieren                            | Bulls Eyes                         |
| 22                   | 100                | Thomas en de speciale brief        | Thomas And The Special Letter      |
| 23                   | 101                | Verfpotten en koninginnen          | Paints Pots And Queens             |
| 24                   | 102                | Vis                                | Fish                               |
| 25                   | 103                | Speciale attractie                 | Special Attraction                 |
| 26                   | 104                | Pas op voor de fiets               | Mind that Bike                     |

## Seizoen 5 (1998)
| Aflevering (seizoen) | Aflevering (serie) | Nederlandse titel                            | Originele titel                      |
| -------------------- | ------------------ | -------------------------------------------- | ------------------------------------ |
| 1                    | 105                | Kranige vlooien                              | Cranky Bugs                          |
| 2                    | 106                | Nare vrachtwagens                            | Horrid Lorry                         |
| 3                    | 107                | Een beter uitzicht voor Gordon               | A Better View For Gordon             |
| 4                    | 108                | Het verjaardagsfeest van mevrouw Hoogsmahoed | Lady Hatt's Birthday Party           |
| 5                    | 109                | James heeft problemen met bomen              | James And The Trouble With The Trees |
| 6                    | 110                | Gordon en de kwelgeest                       | Gordon And The Gremlin               |
| 7                    | 111                | Dag George                                   | Bye George!                          |
| 8                    | 112                | Bèèè                                         | Baa!                                 |
| 9                    | 113                | Percy wordt opgejaagd                        | Put Upon Percy                       |
| 10                   | 114                | Toby en de overstroming                      | Toby And The Flood                   |
| 11                   | 115                | Henry ziet spoken                            | Haunted Henry                        |
| 12                   | 116                | Kinderziektes                                | Double Teething Troubles             |
| 13                   | 117                | Stepney verdwaalt                            | Stepney Gets Lost                    |
| 14                   | 118                | Toby's ontdekking                            | Toby's Discovery                     |
| 15                   | 119                | Frisse lucht                                 | Something In The Air                 |
| 16                   | 120                | Thomas, Percy en Oudje de personenwagon      | Thomas, Percy And Old Slow Coach     |
| 17                   | 121                | Thomas en de praatjes                        | Thomas And The Rumours               |
| 18                   | 122                | Wat Oliver vond                              | Oliver's Find                        |
| 19                   | 123                | Nog lang en gelukkig                         | Happy Ever After                     |
| 20                   | 124                | De vakantie van de heer Hoogsmahoed          | Sir Topham Hatt's Holiday            |
| 21                   | 125                | Een verrassing voor Percy                    | A Surprise For Percy                 |
| 22                   | 126                | Iemand blij maken                            | Make Someone Happy                   |
| 23                   | 127                | Blij om achteruit te gaan                    | Busy Going Backwards                 |
| 24                   | 128                | Een spook voor Duncan                        | Duncan Gets Spooked                  |
| 25                   | 129                | Rusty en het rotsblok                        | Rusty And The Boulder                |
| 26                   | 130                | Sneeuw                                       | Snow                                 |

## Seizoen 6 (2002)
| Aflevering (seizoen) | Aflevering (serie) | Nederlandse titel                         | Originele titel                     |
| -------------------- | ------------------ | ----------------------------------------- | ----------------------------------- |
| 1                    | 131                | Salty's geheim                            | Salty's Secret                      |
| 2                    | 132                | Harvey komt redden                        | Harvey to the Rescue                |
| 3                    | 133                | Cranky mag niet slapen                    | No Sleep for Cranky                 |
| 4                    | 134                | Een slechte dag voor Harold de Helikopter | A Bad Day for Harold the Helicopter |
| 5                    | 135                | Elizabeth de stoomvrachtwagen             | Elizabeth the Vintage Quarry Truck  |
| 6                    | 136                | De mistman                                | The Fogman                          |
| 7                    | 137                | Jack gaat aan het werk                    | Jack Jumps In                       |
| 8                    | 138                | Een vriend in nood                        | A Friend in Need                    |
| 9                    | 139                | Het is maar sneeuw                        | It's Only Snow                      |
| 10                   | 140                | Problemen komen met z'n tweeën            | Twin Trouble                        |
| 11                   | 141                | De sterkste locomotief van de wereld      | The World's Strongest Engine        |
| 12                   | 142                | Bange locomotieven                        | Scaredy Engines                     |
| 13                   | 143                | Percy en de spookmijn                     | Percy and the Haunted Mine          |
| 14                   | 144                | De middelste locomotief                   | Middle Engine                       |
| 15                   | 145                | James en de rode ballon                   | James and the Red Balloon           |
| 16                   | 146                | De verschrikkelijke sneeuwman             | Jack Frost                          |
| 17                   | 147                | Gordon tuimelt omlaag                     | Gordon Takes a Tumble               |
| 18                   | 148                | De chocola trein                          | Percy's Chocolate Crunch            |
| 19                   | 149                |                                           | Buffer Bother                       |
| 20                   | 150                | Toby en de lammetjes                      | Toby Had a Little Lamb              |
| 21                   | 151                |                                           | Thomas, Percy and the Squeak        |
| 22                   | 152                | Thomas de straalmotor                     | Thomas And The Jet Engine           |
| 23                   | 153                |                                           | Edward the Really Useful Engine     |
| 24                   | 154                | Ongeduldige Duncan                        | Dunkin' Duncan                      |
| 25                   | 155                | Rusty redt de dag                         | Rusty Saves the Day                 |
| 26                   | 156                | Fluitconcerten                            | The Faulty Whistles                 |

## Seizoen 7 (2003)
| Aflevering (seizoen) | Aflevering (serie) | Nederlandse titel        | Originele titel                 |
| -------------------- | ------------------ | ------------------------ | ------------------------------- |
| 1                    | 157                | Nieuwe wagens voor Emily | Emily's New Coaches             |
| 2                    | 158                | Percy had gelijk         | Percy Gets It Right             |
| 3                    | 159                | Bill, Ben en Fergus      | Bill, Ben and Fergus            |
| 4                    | 160                | de oude Brug             | The Old Bridge                  |
| 5                    | 161                | Edward en de fanfare     | Edward's Brass Band             |
| 6                    | 162                |                          | What's the Matter with Henry?   |
| 7                    | 163                |                          | James and the Queen of Sodor    |
| 8                    | 164                |                          | The Refreshment Lady's Tea Shop |
| 9                    | 165                |                          | The Spotless Record             |
| 10                   | 166                |                          | Toby's Windmill                 |
| 11                   | 167                |                          | Bad Day at Castle Loch          |
| 12                   | 168                |                          | Rheneas and the Roller Coaster  |
| 13                   | 169                |                          | Salty's Stormy Tale             |
| 14                   | 170                | De sneeuw locomotief     | Snow Engine                     |
| 15                   | 171                |                          | Something Fishy                 |
| 16                   | 172                |                          | The Runaway Elephant            |
| 17                   | 173                |                          | Peace and Quiet                 |
| 18                   | 174                |                          | Fergus Breaks the Rules         |
| 19                   | 175                |                          | Bulgy Rides Again               |
| 20                   | 176                |                          | Harold and the Flying Horse     |
| 21                   | 177                |                          | The Grand Opening               |
| 22                   | 178                |                          | Best Dressed Engine             |
| 23                   | 179                |                          | Gordon and Spencer              |
| 24                   | 180                |                          | Not So Hasty Puddings           |
| 25                   | 181                |                          | Trusty Rusty                    |
| 26                   | 182                |                          | 3 Cheers for Thomas             |

## Seizoen 8 (2004)
| Aflevering (seizoen) | Aflevering (serie) | Nederlandse titel                  | Originele titel                  |
| -------------------- | ------------------ | ---------------------------------- | -------------------------------- |
| 1                    | 183                | Thomas en de tuba                  | Thomas and the Tuba              |
| 2                    | 184                | Percy's nieuwe fluitsignaal        | Percy's New Whistle              |
| 3                    | 185                | Thomas komt te hulp                | Thomas to the Rescue             |
| 4                    | 186                | Henry en de wensboom               | Henry and the Wishing Tree       |
| 5                    | 187                | Een nieuw jasje voor James         | James Gets a New Coat            |
| 6                    | 188                | Thomas, de held van de dag         | Thomas Saves the Day             |
| 7                    | 189                | Percy's grote vergissing           | Percy's Big Mistake              |
| 8                    | 190                | Thomas, Emily en de sneeuwschuiver | Thomas, Emily and the Snowplough |
| 9                    | 191                | Thomas mag het niet weten          | Don't Tell Thomas                |
| 10                   | 192                | Emily's nieuwe traject             | Emily's New Route                |
| 11                   | 193                | Thomas en het vuurwerk             | Thomas and the Firework Display  |
| 12                   | 194                | Gordon neemt de leiding            | Gordon Takes Charge              |
| 13                   | 195                | Piekfijn in orde                   | Spic and Span                    |
| 14                   | 196                | Edward de grote                    | Edward the Great                 |
| 15                   | 197                | Hoor wie piept daar, kinderen?     | Squeak, Rattle and Roll          |
| 16                   | 198                | Thomas en het circus               | Thomas and the Circus            |
| 17                   | 199                | Thomas doet zijn best              | Thomas Gets It Right             |
| 18                   | 200                | Zo goed als Gordon                 | As Good as Gordon                |
| 19                   | 201                | Vis                                | Fish                             |
| 20                   | 202                | Het avontuur van Emily             | Emily's Adventure                |
| 21                   | 203                | Halloween                          | Halloween                        |
| 22                   | 204                | Toby, je kan het                   | You Can Do It, Toby!             |
| 23                   | 205                | James gaat te ver                  | James Goes Too Far               |
| 24                   | 206                | Kippen naar school                 | Chickens to School               |
| 25                   | 207                | Te warm voor Thomas                | Too Hot for Thomas               |
| 26                   | 208                | Percy en het magische tapijt       | Percy and the Magic Carpet       |

## Seizoen 9 (2005)
| Aflevering (seizoen) | Aflevering (serie) | Nederlandse titel                  | Originele titel                |
| -------------------- | ------------------ | ---------------------------------- | ------------------------------ |
| 1                    | 209                | Percy en het olieverfschilderij    | Percy and the Oil Painting     |
| 2                    | 210                | Thomas en de regenboog             | Thomas and the Rainbow         |
| 3                    | 211                | Thomas maakt er een milkshake van  | Thomas' Milkshake Muddle       |
| 4                    | 212                | Jut en Jul                         | Mighty Mac                     |
| 5                    | 213                | Molly's speciale "speciale vracht" | Molly's Special, Special       |
| 6                    | 214                | Respect voor Gordon                | Respect for Gordon             |
| 7                    | 215                | Thomas en de verjaardagspicknick   | Thomas and the Birthday Picnic |
| 8                    | 216                | Gefoeter en getoeter               | Tuneful Toots                  |
| 9                    | 217                | Thomas en de speelgoedwinkel       | Thomas and the Toy Shop        |
| 10                   | 218                | Rheneas en de dinosaurus           | Rheneas and the Dinosaur       |
| 11                   | 219                | Thomas en de nieuwe locomotief     | Thomas and the New Engine      |
| 12                   | 220                | Toby mag het niet weten            | Toby Feels Left Out            |
| 13                   | 221                | Thomas doet zijn best              | Thomas Tries His Best          |
| 14                   | 222                | De toverlamp                       | The Magic Lamp                 |
| 15                   | 223                | Thomas en het standbeeld           | Thomas and the Statue          |
| 16                   | 224                | Henry en de vlaggemast             | Henry and the Flagpole         |
| 17                   | 225                | Emily weet ’t beter                | Emily Knows Best               |
| 18                   | 226                | Thomas heeft een dag vrij          | Thomas' Day Off                |
| 19                   | 227                | Thomas krijgt nieuwe wagons        | Thomas' New Trucks             |
| 20                   | 228                | Duncan en de oude mijn             | Duncan and the Old Mine        |
| 21                   | 229                | Kloek en kranig                    | Bold and Brave                 |
| 22                   | 230                | Skarloey de dappere                | Skarloey the Brave             |
| 23                   | 231                | Thomas helpt Edward                | Saving Edward                  |
| 24                   | 232                | Thomas en de steenarend            | Thomas and the Golden Eagle    |
| 25                   | 233                | Op glad ijs                        | Keeping Up with James          |
| 26                   | 234                | Meligheid kent geen tijd           | Flour Power                    |

## Seizoen 10 (2006)
| Aflevering (seizoen) | Aflevering (serie) | Nederlandse titel                    | Originele titel                   |
| -------------------- | ------------------ | ------------------------------------ | --------------------------------- |
| 1                    | 235                | Meel op het spoor                    | Follow That Flour                 |
| 2                    | 236                | Een soepel ritje                     | A Smooth Ride                     |
| 3                    | 237                | Thomas en het straalvliegtuig        | Thomas and the Jet Plane          |
| 4                    | 238                | Percy en de kermis                   | Percy and the Funfair             |
| 5                    | 239                | Percy speelt inspecteur              | The Green Controller              |
| 6                    | 240                | Duncan werkt tegen de klok           | Duncan Drops a Clanger            |
| 7                    | 241                | Thomas kijkt de kat uit de kerstboom | Thomas' Tricky Tree               |
| 8                    | 242                | Toby's vrije middag                  | Toby's Afternoon Off              |
| 9                    | 243                | Het is fijn om Gordon te zijn        | It's Good to Be Gordon            |
| 10                   | 244                | De rondrit                           | Seeing the Sights                 |
| 11                   | 245                | Freddie zonder vrees                 | Fearless Freddie                  |
| 12                   | 246                |                                      | Toby's New Shed                   |
| 13                   | 247                | Grote sterke Henry                   | Big Strong Henry                  |
| 14                   | 248                | Karamel Thomas                       | Sticky Toffee Thomas              |
| 15                   | 249                |                                      | Which Way Now?                    |
| 16                   | 250                |                                      | Thomas and the Shooting Star      |
| 17                   | 251                |                                      | Edward Strikes Out                |
| 18                   | 252                | Hoedje af voor Thomas                | Topped Off Thomas                 |
| 19                   | 253                | Driewerf dapper                      | Wharf and Peace                   |
| 20                   | 254                |                                      | Thomas' Frosty Friend             |
| 21                   | 255                | Emily en de speciale wagons          | Emily and the Special Coaches     |
| 22                   | 256                | Thomas en het voetbalteam            | Thomas and the Colours            |
| 23                   | 257                | Thomas en de verjaardagspost         | Thomas and the Birthday Mail      |
| 24                   | 258                |                                      | Duncan's Bluff                    |
| 25                   | 259                | Wagons vermist                       | Missing Trucks                    |
| 26                   | 260                | Thomas en de schat                   | Thomas and the Treasure           |
| 27                   | 261                |                                      | James the Second Best             |
| 28                   | 262                | Thomas en Skarloey samen op pad      | Thomas and Skarloey's Big Day Out |

## Seizoen 11 (2007-2008)
| Aflevering (seizoen) | Aflevering (serie) | Nederlandse titel              | Originele titel              |
| -------------------- | ------------------ | ------------------------------ | ---------------------------- |
| 1                    | 263                | Thomas en de verhalenverteller | Thomas and the Storyteller   |
| 2                    | 264                | Geen vuiltje aan de lucht      | Emily's Rubbish              |
| 3                    | 265                | Spencer supertrein             | Dream On                     |
| 4                    | 266                |                                | Dirty Work                   |
| 5                    | 267                | Bromsnor Hector                | Hector the Horrid!           |
| 6                    | 268                | Gordon en de spoortechnicus    | Gordon and the Engineer      |
| 7                    | 269                | Thomas en het ruimteschip      | Thomas and the Spaceship     |
| 8                    | 270                | Henry's geluksdag              | Henry's Lucky Day            |
| 9                    | 271                | Thomas en de vuurtoren         | Thomas and the Lighthouse    |
| 10                   | 272                |                                | Thomas and the Big Bang      |
| 11                   | 273                | Abracadabra                    | Smoke and Mirrors            |
| 12                   | 274                | Thomas zet alle zeilen bij     | Thomas Sets Sail             |
| 13                   | 275                | Doe niet zo dom, Billy         | Don't Be Silly, Billy        |
| 14                   | 276                | Edward en de Post              | Edward and the Mail          |
| 15                   | 277                | Verstoppertje                  | Hide and Peep                |
| 16                   | 278                | Toby's triomf                  | Toby's Triumph               |
| 17                   | 279                |                                | Thomas and the Runaway Car   |
| 18                   | 280                | Thomas in de problemen         | Thomas in Trouble            |
| 19                   | 281                | Thomas en de stinkende kaas    | Thomas and the Stinky Cheese |
| 20                   | 282                |                                | Percy and the Left Luggage   |
| 21                   | 283                | Duncan doet alles              | Duncan Does It All           |
| 22                   | 284                | Heer Handel heeft de leiding   | Sir Handel in Charge         |
| 23                   | 285                | Een koud kunstje (een briesje) | Cool Truckings               |
| 24                   | 286                | Tingeling                      | Ding-A-Ling                  |
| 25                   | 287                | Skarloey gaat als de bliksem   | Skarloey Storms Through      |
| 26                   | 288                | Was je achter je bumpers!      | Wash Behind Your Buffers     |

## Seizoen 12 (2008)
| Aflevering (seizoen) | Aflevering (serie) | Nederlandse titel | Originele titel                |
| -------------------- | ------------------ | ----------------- | ------------------------------ |
| 1                    | 289                |                   | Thomas and the Billboard       |
| 2                    | 290                |                   | Steady Eddie                   |
| 3                    | 291                |                   | Rosie's Funfair Special        |
| 4                    | 292                |                   | Mountain Marvel                |
| 5                    | 293                |                   | Henry Gets It Wrong            |
| 6                    | 294                |                   | Heave Ho Thomas!               |
| 7                    | 295                |                   | Toby's Special Surprise        |
| 8                    | 296                |                   | Excellent Emily                |
| 9                    | 297                |                   | The Party Surprise             |
| 10                   | 298                |                   | Saved You!                     |
| 11                   | 299                |                   | Duncan and the Hot Air Balloon |
| 12                   | 300                |                   | James Works It Out             |
| 13                   | 301                |                   | Tram Trouble                   |
| 14                   | 302                |                   | Don't Go Back                  |
| 15                   | 303                |                   | Gordon Takes a Shortcut        |
| 16                   | 304                |                   | The Man in the Hills           |
| 17                   | 305                |                   | Thomas Puts the Brakes On      |
| 18                   | 306                |                   | Percy and the Bandstand        |
| 19                   | 307                |                   | Push Me, Pull You"             |
| 20                   | 308                |                   | Best Friends                   |

## Seizoen 13 (2010)
| Aflevering (seizoen) | Aflevering (serie) | Nederlandse titel        | Originele titel             |
| -------------------- | ------------------ | ------------------------ | --------------------------- |
| 1                    | 309                | Krakende Cranky          | Creaky Cranky               |
| 2                    | 310                | De leeuw van Sodor       | The Lion of Sodor           |
| 3                    | 311                | Plagend roze             | Tickled Pink                |
| 4                    | 312                | Dubbele streken          | Double Trouble              |
| 5                    | 313                | Superglad Sodor          | Slippy Sodor                |
| 6                    | 314                | De vroege vogel          | The Early Bird              |
| 7                    | 315                | Speeltijd                | Play Time                   |
| 8                    | 316                | Thomas en de varkentjes  | Thomas and the Pigs         |
| 9                    | 317                | Tijd voor een verhaaltje | Time for a Story            |
| 10                   | 318                | Percy's pakketje         | Percy's Parcel              |
| 11                   | 319                | De nieuwe stoomfluit     | Toby's New Whistle          |
| 12                   | 320                | Een bloeiende bende      | A Blooming Mess             |
| 13                   | 321                | De vluchtende vlieger    | Thomas and the Runaway Kite |
| 14                   | 322                | Thomas heeft de leiding  | Steamy Sodor                |
| 15                   | 323                | Spitter, spetter, spat!  | Splish, Splash, Splosh!     |
| 16                   | 324                | Het allermooiste cadeau  | The Biggest Present of All  |
| 17                   | 325                | Sneeuw op het spoor      | Snow Tracks                 |
| 18                   | 326                | Henry's goede daad       | Henry's Good Deeds          |
| 19                   | 327                | Bezige bijen             | Buzzy Bees                  |
| 20                   | 328                | Helpende Hiro            | Hiro Helps Out              |

## Seizoen 14 (2010)
| Aflevering (seizoen) | Aflevering (serie) | Nederlandse titel   | Originele titel              |
| -------------------- | ------------------ | ------------------- | ---------------------------- |
| 1                    | 329                |                     | Thomas' Tall Friend          |
| 2                    | 330                | James in het donker | James in the Dark            |
| 3                    | 331                |                     | Pingy Pongy Pick Up          |
| 4                    | 332                |                     | Charlie and Eddie            |
| 5                    | 333                |                     | Toby and the Whistling Woods |
| 6                    | 334                |                     | Henry's Health and Safety    |
| 7                    | 335                |                     | Diesel's Special Delivery    |
| 8                    | 336                |                     | Pop Goes Thomas              |
| 9                    | 337                |                     | Victor Says Yes              |
| 10                   | 338                |                     | Thomas in Charge             |
| 11                   | 339                |                     | Being Percy                  |
| 12                   | 340                |                     | Merry Winter Wish            |
| 13                   | 341                |                     | Thomas and the Snowman Party |
| 14                   | 342                |                     | Thomas' Crazy Day            |
| 15                   | 343                |                     | Jumping Jobi Wood!           |
| 16                   | 344                |                     | Thomas and Scruff            |
| 17                   | 345                |                     | O the Indignity              |
| 18                   | 346                |                     | Jitters and Japes            |
| 19                   | 347                |                     | Merry Misty Island           |
| 20                   | 348                |                     | Henry's Magic Box            |

## Seizoen 15 (2011)
| Aflevering (seizoen) | Aflevering (serie) | Nederlandse titel | Originele titel      |
| -------------------- | ------------------ | ----------------- | -------------------- |
| 1                    | 349                |                   | Gordon and Ferdinand |
| 2                    | 350                |                   | Toby and Bash        |
| 3                    | 351                |                   | Emily and Dash       |
| 4                    | 352                |                   | Percy's New Friends  |
| 5                    | 353                |                   | Edward the Hero      |
| 6                    | 354                |                   | James to the Rescue  |
| 7                    | 355                |                   | Happy Hiro           |
| 8                    | 356                |                   | Up, Up and Away!     |
| 9                    | 357                |                   | Henry's Happy Coal   |
| 10                   | 358                |                   | Let It Snow          |
| 11                   | 359                |                   | Surprise, Surprise   |
| 12                   | 360                |                   | Spencer the Grand    |
| 13                   | 361                |                   | Stop That Bus!       |
| 14                   | 362                |                   | Stuck on You         |
| 15                   | 363                |                   | Big Belle            |
| 16                   | 364                |                   | Kevin the Steamie    |
| 17                   | 365                |                   | Wonky Whistle        |
| 18                   | 366                |                   | Percy the Snowman    |
| 19                   | 367                |                   | Tree Trouble         |
| 20                   | 368                |                   | Fiery Flynn          |

## Seizoen 16 (2012)
| Aflevering (seizoen) | Aflevering (serie) | Nederlandse titel               | Originele titel                  |
| -------------------- | ------------------ | ------------------------------- | -------------------------------- |
| 1                    | 369                |                                 | Race to the Rescue               |
| 2                    | 370                |                                 | Ol' Wheezy Wobbles               |
| 3                    | 371                |                                 | Express Coming Through           |
| 4                    | 372                |                                 | Percy and the Monster of Brendam |
| 5                    | 373                |                                 | Ho Ho Snowman                    |
| 6                    | 374                |                                 | Flash Bang Wallop!               |
| 7                    | 375                |                                 | Thomas and the Rubbish Train     |
| 8                    | 376                |                                 | Thomas Toots the Crows           |
| 9                    | 377                |                                 | Bust My Buffers!                 |
| 10                   | 378                |                                 | Percy and the Calliope           |
| 11                   | 379                | Thomas en de geluiden van Sodor | Thomas and the Sounds of Sodor   |
| 12                   | 380                |                                 | Salty's Surprise                 |
| 13                   | 381                |                                 | Sodor Surprise Day               |
| 14                   | 382                |                                 | Emily's Winter Party Special     |
| 15                   | 383                |                                 | Muddy Matters                    |
| 16                   | 384                |                                 | Whiff's Wish                     |
| 17                   | 385                |                                 | Welcome Stafford                 |
| 18                   | 386                |                                 | Don't Bother Victor!             |
| 19                   | 387                |                                 | Happy Birthday Sir!              |
| 20                   | 388                |                                 | The Christmas Tree Express       |

## Seizoen 17 (2013-)
| Aflevering (seizoen) | Aflevering (serie) | Nederlandse titel           | Originele titel                   |
| -------------------- | ------------------ | --------------------------- | --------------------------------- |
| 1                    | 389                |                             | Kevin's Cranky Friend             |
| 2                    | 390                |                             | Scruff's Makeover                 |
| 3                    | 391                |                             | Wayward Winston                   |
| 4                    | 392                |                             | Gordon Runs Dry                   |
| 5                    | 393                |                             | Calm Down Caitlin                 |
| 6                    | 394                |                             | Steamie Stafford                  |
| 7                    | 395                |                             | Henry's Hero                      |
| 8                    | 396                |                             | Luke's New Friend                 |
| 9                    | 397                |                             | The Switch                        |
| 10                   | 398                |                             | Not Now, Charlie!                 |
| 11                   | 399                |                             | The Lost Puff                     |
| 12                   | 400                |                             | The Thomas Way                    |
| 13                   | 401                |                             | The Phantom Express               |
| 14                   | 402                |                             | Percy's Lucky Day                 |
| 15                   | 403                |                             | Bill or Ben?                      |
| 16                   | 404                |                             | Too Many Fire Engines             |
| 17                   | 405                |                             | No Snow for Thomas                |
| 18                   | 406                |                             | Santa's Little Engine             |
| 19                   | 407                |                             | The Missing Christmas Decorations |
| 20                   | 408                |                             | The Frozen Turntable              |
| 21                   | 409                | Ver Weg van zee             | Away from the Sea                 |
| 22                   | 410                | Vissen (Visvakantie)        | Gone Fishing                      |
| 23                   | 411                | Thee met een sneltreinvaart | The Afternoon Tea Express         |
| 24                   | 412                | De stinkende haring         | The Smelly Kipper                 |
| 25                   | 413                | De maat is vol              | No More Mr. Nice Engine           |
| 26                   | 414                | De sluiproute van thomas    | Thomas' Shortcut                  |

## Seizoen 18 (2014-2015)
| Aflevering (seizoen) | Aflevering (serie) | Nederlandse titel              | Originele titel               |
| -------------------- | ------------------ | ------------------------------ | ----------------------------- |
| 1                    | 415                | Oude betrouwbare Edward        | Old Reliable Edward           |
| 2                    | 416                | Snelle wagons                  | Not So Slow Coaches           |
| 3                    | 417                | De duistere diepladers         | Flatbeds of Fear              |
| 4                    | 418                | Waar zijn de diesels?          | Disappearing Diesels          |
| 5                    | 419                | Lastige seinen                 | Signals Crossed               |
| 6                    | 420                | Het avontuur van Padde         | Toad's Adventure              |
| 7                    | 421                | Duck in het water              | Duck in the Water             |
| 8                    | 422                | Duck en de sliptreinen         | Duck & the Slip Coaches       |
| 9                    | 423                | Thomas de mijnlocomotief       | Thomas the Quarry Engine      |
| 10                   | 424                | Thomas en de noodrem           | Thomas & the Emergency Cable  |
| 11                   | 425                | Duncan en de narrige passagier | Duncan & the Grumpy Passenger |
| 12                   | 426                | Marion en de pijpleiding       | Marion & the Pipe             |
| 13                   | 427                | Percy mist Gator               | Missing Gator                 |
| 14                   | 428                | Zonder kolen, geen stoom       | No Steam Without Coal         |
| 15                   | 429                | De VIP van Spencer             | Spencer's VIP                 |
| 16                   | 430                | Het slimme idee van Padde      | Toad's Bright Idea            |
| 17                   | 431                | Oude vrienden                  | Long Lost Friend              |
| 18                   | 432                | De laatste trein voor Kerstmis | Last Train for Christmas      |
| 19                   | 433                | Duncan de mopperkont           | Duncan the Humbug             |
| 20                   | 434                | Het allermooiste cadeau        | The Perfect Gift              |
| 21                   | 435                | Emily redt de wereld           | Emily Saves the World         |
| 22                   | 436                | Timothy en de regenboogwagon   | Timothy & the Rainbow Truck   |
| 23                   | 437                | Marion en de dinosaurussen     | Marion & the Dinosaurs        |
| 24                   | 438                | Samson tot uw dienst           | Samson at Your Service        |
| 25                   | 439                | Samson naar de schroothoop     | Samson Sent for Scrap         |
| 26                   | 440                | Millie en de vulkaan           | Millie & the Volcano          |

## Seizoen 19 (2015-2017)
| Aflevering (seizoen) | Aflevering (serie) | Nederlandse titel                       | Originele titel                                  |
| -------------------- | ------------------ | --------------------------------------- | ------------------------------------------------ |
| 1                    | 441                | Wie is Geoffrey?                        | Who's Geoffrey?                                  |
| 2                    | 442                | De waarheid over Toby                   | The Truth About Toby                             |
| 3                    | 443                | Verloren voorwerpen                     | Lost Property                                    |
| 4                    | 444                | Henry is bang voor waterpokken          | Henry Spots Trouble                              |
| 5                    | 445                | Een Cranky kerstfeest                   | A Cranky Christmas                               |
| 6                    | 446                | Oost, west, sneeuw best                 | Snow Place Like Home                             |
| 7                    | 447                | Het beest van Sodor                     | The Beast of Sodor                               |
| 8                    | 448                | Padde en de walvis                      | Toad and the Whale                               |
| 9                    | 449                | Hele belangrijke schapen                | Very Important Sheep                             |
| 10                   | 450                | Heeft Salty watervrees?                 | Salty All at Sea                                 |
| 11                   | 451                | Den & Dart                              | Den and Dart                                     |
| 12                   | 452                | Thomas helpt Hiro                       | Helping Hiro                                     |
| 13                   | 453                | Langzame Stephen                        | Slow Stephen                                     |
| 14                   | 454                | De beste wielen                         | Two Wheels Good                                  |
| 15                   | 455                | De rode tegen de blauwe                 | Reds vs Blues                                    |
| 16                   | 456                | De beste locomotief ooit                | Best Engine Ever                                 |
| 17                   | 457                | De kleine locomotief die vooruit racete | The Little Engine Who Raced Ahead                |
| 18                   | 458                | Philip, redder in nood                  | Philip to the Rescue                             |
| 19 & 20              | 459 & 460          | Diesel's spookachtige Kerst             | Diesel's Ghostly Christmas                       |
| 21                   | 461                | Rocky's redding                         | Rocky Rescue                                     |
| 22                   | 462                | Thomas de babysitter                    | Thomas the Babysitter                            |
| 23                   | 463                | De andere kant van de berg              | The Other Side of the Mountain                   |
| 24                   | 464                | Totaal niet behulpzaam                  | No Help at All                                   |
| 25                   | 465                | Vaarwel Dikke Controleur                | Goodbye Fat Controller (Goodbye Sir Topham Hatt) |
| 26                   | 466                | Wild water redding                      | Wild Water Rescue                                |

## Seizoen 20 (2016-2017)
| Aflevering (seizoen) | Aflevering (serie) | Nederlandse titel               | Originele titel               |
| -------------------- | ------------------ | ------------------------------- | ----------------------------- |
| 1                    | 467                | Sidney zingt                    | Sidney Sings                  |
| 2                    | 468                | Toby’s nieuwe vriend            | Toby's New Friend             |
| 3                    | 469                | Henry krijgt de sneltrein       | Henry Gets the Express        |
| 4                    | 470                | Diesel en de eendjes            | Diesel & the Ducklings        |
| 5                    | 471                | Bradford de remwagen            | Bradford the Brake Van        |
| 6                    | 472                | Tijd besparen                   | Saving Time                   |
| 7                    | 473                | Ryan en Daisy                   | Ryan & Daisy                  |
| 8                    | 474                | Pruilende James                 | Pouty James                   |
| 9                    | 475                | Weggeblazen                     | Blown Away                    |
| 10                   | 476                | De manier waarop ze het aanpakt | The Way She Does It           |
| 11                   | 477                | Brieven voor de Kerstman        | Letters To Santa              |
| 12                   | 478                | Broertjelief                    | Love Me Tender                |
| 13                   | 479                | De spoortrein en de treinwagon  | The Railcar & the Coaches     |
| 14                   | 480                | Donderjagen                     | Mucking About                 |
| 15                   | 481                | Voorzichtige Connor             | Cautious Connor               |
| 16                   | 482                | Vergeefse moeite                | All in Vain                   |
| 17                   | 483                | Hete hobbels en hippe hoeden    | Buckled Tracks & Bumpy Trucks |
| 18                   | 484                | Oog om oog                      | Tit for Tat                   |
| 19                   | 485                | De fluit van Mike               | Mike's Whistle                |
| 20                   | 486                | Een nuttige spoorlijn           | Useful Railway                |
| 21                   | 487                | Henry in het donker             | Henry in the Dark             |
| 22                   | 488                | Als de drie geitjes             | Three Steam Engines Gruff     |
| 23                   | 489                | Locomotief van de toekomst      | Engine of the Future          |
| 24                   | 490                | Hugo en het luchtschip          | Hugo & the Airship            |
| 25                   | 491                | De verdwenen reddingstrein      | The Missing Breakdown Train   |
| 26                   | 492                | Skiff en de zeemeermin          | Skiff & the Mermaid           |
| 27                   | 493                |                                 | The Christmas Coffeepot       |
| 28                   | 494                |                                 | Over the Hill                 |

## Seizoen 21 (2017)
| Aflevering (seizoen) | Aflevering (serie) | Nederlandse titel | Originele titel                 |
| -------------------- | ------------------ | ----------------- | ------------------------------- |
| 1                    | 495                |                   | Springtime for Diesel           |
| 2                    | 496                |                   | A Most Singular Engine          |
| 3                    | 497                |                   | Dowager Hatt's Busy Day         |
| 4                    | 498                |                   | Stuck in Gear                   |
| 5                    | 499                |                   | Runaway Engine                  |
| 6                    | 500                |                   | P.A. Problems                   |
| 7                    | 501                |                   | Hasty Hannah                    |
| 8                    | 502                |                   | Cranky at the End of the Line   |
| 9                    | 503                |                   | New Crane on the Dock           |
| 10                   | 504                |                   | Unscheduled Stops               |
| 11                   | 505                |                   | Philip's Number                 |
| 12                   | 506                |                   | The Fastest Red Engine on Sodor |
| 13                   | 507                |                   | A Shed for Edward               |
| 14                   | 508                |                   | The Big Freeze                  |
| 15                   | 509                |                   | Emily in the Middle             |
| 16                   | 510                |                   | Terence Breaks the Ice          |
| 17                   | 511                |                   | Daisy's Perfect Christmas       |
| 18                   | 512                |                   | Confused Coaches                |

## Seizoen 22 (2018-2019)
| Aflevering (seizoen) | Aflevering (serie) | Nederlandse titel                   | Originele titel                                      |
| -------------------- | ------------------ | ----------------------------------- | ---------------------------------------------------- |
| 1                    | 513                | De nummer één locomotief            | Number One Engine                                    |
| 2                    | 514                | Voor eeuwig en altijd               | Forever and Ever                                     |
| 3                    | 515                | Chaos zonder vertraging             | Confusion Without Delay                              |
| 4                    | 516                | Trouwe Trunky                       | Trusty Trunky                                        |
| 5                    | 517                | Wat Rebecca doet                    | What Rebecca Does                                    |
| 6                    | 518                | Thomas gaat naar Bollywood          | Thomas Goes to Bollywood                             |
| 7                    | 519                | Thomas in het wild                  | Thomas in the Wild                                   |
| 8                    | 520                | Thomas en het apenpaleis            | Thomas and the Monkey Palace                         |
| 9                    | 521                | Een locomotief van vele kleuren     | An Engine of Many Colours (An Engine of Many Colors) |
| 10                   | 522                | Outback Thomas                      | Outback Thomas                                       |
| 11                   | 523                | De school van Duck                  | School of Duck                                       |
| 12                   | 524                | Tijgertrammelant                    | Tiger Trouble                                        |
| 13                   | 525                | Ik geloof het pas als ik het zie    | Seeing is Believing                                  |
| 14                   | 526                | Lastige excuses                     | Apology Impossible                                   |
| 15                   | 527                | Het waterrad                        | The Water Wheel                                      |
| 16                   | 528                | Samson en het vuurwerk              | Samson and the Fireworks                             |
| 17                   | 529                | Een losgeraakte wagon               | Runaway Truck (Runaway Car)                          |
| 18                   | 530                | De dierentrein                      | Thomas' Animal Ark                                   |
| 19                   | 531                | Thomas de cycloon                   | Cyclone Thomas                                       |
| 20                   | 532                | Kangeroe Kerstmis                   | Kangaroo Christmas                                   |
| 21                   | 533                | Thomas en de draak                  | Thomas and The Dragon                                |
| 22                   | 534                | Rosie is rood                       | Rosie is Red                                         |
| 23                   | 535                | De zaak van de onbekende onderdelen | The Case of The Puzzling Parts                       |
| 24                   | 536                | Banjo en de bosbrand                | Banjo and the Bushfire                               |
| 25                   | 537                | Iedereen rekent op Nia              | Counting on Nia                                      |
| 26                   | 538                | Zoek de wagon                       | Hunt the Truck (Hunt the Car)                        |

## Seizoen 23 (2019-2020)
| Aflevering (seizoen) | Aflevering (serie) | Nederlandse titel            | Originele titel          |
| -------------------- | ------------------ | ---------------------------- | ------------------------ |
| 1                    | 539                | Maak de weg vrij!            | Free the Roads           |
| 2                    | 540                | De kroon op het werk         | Crowning Around          |
| 3                    | 541                | Pret met de trucks           | Chucklesome Trucks       |
| 4                    | 542                | De andere grote locomotief   | The Other Big Engine     |
| 5                    | 543                | Hart van goud                | Heart of Gold            |
| 6                    | 544                | Batucada                     | Batucada                 |
| 7                    | 545                | Gordon heeft de slappe lach  | Gordon Gets the Giggles  |
| 8                    | 546                | Thomas maakt een fout        | Thomas Makes a Mistake   |
| 9                    | 547                | De streken van Diesel        | Diesel Do Right          |
| 10                   | 548                | De herkansing                | Grudge Match             |
| 11                   | 549                |                              | Steam Team to the Rescue |
| 12                   | 550                | Paniekerige Percy            | Panicky Percy            |
| 13                   | 551                | Zorgeloze Shane              | Laid Back Shane          |
| 14                   | 552                | Alle sporen leiden naar Rome | All Tracks Lead to Rome  |
| 15                   | 553                | De mysterieuze mijnen        | Mines of Mystery         |
| 16                   | 554                | Op avontuur met de rangers   | Rangers on the Rails     |
| 17                   | 555                | Was jij maar hier            | Wish You Were Here       |
| 18                   | 556                | Verboden terrein             | Out of Site              |
| 19                   | 557                | Darcy's eerste dag op Sodor  | First Day on Sodor!      |
| 20                   | 558                | Lorenzo's solo               | Lorenzo's Solo           |
| 21                   | 559                | Diep in de problemen         | Deep Trouble             |
| 22                   | 560                | Te luid, Thomas!             | Too Loud, Thomas!        |
| 23                   | 561                | Diesel is er gloeiend bij    | Diesel Glows Away        |

## Seizoen 24 (2020-2021)
| Aflevering (seizoen) | Aflevering (serie) | Nederlandse titel                            | Originele titel                     |
| -------------------- | ------------------ | -------------------------------------------- | ----------------------------------- |
| 1                    | 562                | Thomas en de koninklijke trein               | Thomas and the Royal Engine         |
| 2                    | 563                | Emily's beste vriend                         | Emily's Best Friend                 |
| 3                    | 564                | Thomas' pluizige vriend                      | Thomas' Fuzzy Friend                |
| 4                    | 565                | De grote kleine-treinenshow                  | The Great Little Railway Show       |
| 5                    | 566                | Thomas en de houtgestookte locomotieven      | Thomas and the Forest Engines       |
| 6                    | 567                | Emily schiet te hulp! (Emily komt in actie)  | Emily to the Rescue                 |
| 7                    | 568                | Shankar's kostuum                            | Shankar's Makeover                  |
| 8                    | 569                | Nia en de dwarse olifant                     | Nia and the Unfriendly Elephant     |
| 9                    | 570                | Thomas' ongeluksdag                          | Thomas' Not-So-Lucky Day            |
| 10                   | 571                | James de super-locomotief                    | James the Super Engine              |
| 11                   | 572                | Ace's stoere stunt                           | Ace's Brave Jump                    |
| 12                   | 573                | Een nieuw model                              | A New Arrival                       |
| 13                   | 574                | De wereld van morgen                         | World of Tomorrow                   |
| 14                   | 575                | Nia's slimme idee                            | Nia's Bright Idea                   |
| 15                   | 576                | Cleo's eerste sneeuw                         | Cleo's First Snow                   |
| 16                   | 577                | Sonny's tweede kans                          | Sonny's Second Chance               |
| 17                   | 578                | Thomas en de uitvinder                       | Thomas and the Inventor's Workshop  |
| 18                   | 579                | De spectaculaire brug                        | The Inventor's Spectacular Bridge   |
| 19                   | 580                | Yong Bao en de tijger                        | Yong Bao and the Tiger              |
| 20                   | 581                | Hier komen Gordon en Rebecca!                | Gordon and Rebecca, Coming Through! |
| 21                   | 582                | Kenji terug op de rails (Kenji op het spoor) | Kenji on the Rails Again            |
| 22                   | 583                | Cleo de weglocomotief                        | Cleo the Road Engine                |
| 23                   | 584                | Thomas en zijn dierenvrienden                | Thomas' Animal Friends              |